# 윈저역 (온타리오주)
윈저역(영어: Windsor Station)은 캐나다 온타리오주 윈저의 기차역으로, 이 역은 VIA 철도의 퀘벡-윈저간 코리더 노선의 서부 종점이다. 워커빌 동네의 하이램 워커 증류소 근처에 위치한 이 역은 디트로이트강 근처에 있다. 윈저역은 토론토 방면 열차가 하루 2회, 당역 종착 열차가 하루 2회 정차한다.

## 역사
윈저역의 전신은 1884년 그랜드 트렁크 철도가 샌드위치가 (오늘날의 리버사이드 드라이브)와 구아요가에 지은 건물로 거슬러 올라간다. 이 역은 1961년에 철도역이 워커빌로 이전하면서 폐쇄되었다. 역 부지에는 리버프론트 공원이 자리잡고 있고 캐나다 내셔널 철도의 스피릿 오브 윈저 5588번 기관차가 그 자리를 채우고 있다.
암트랙의 나이아가라 레인보우 열차는 미시간 센트럴 철도를 따라 디트로이트강을 건너 디트로이트로 향했지만 이 역에 정차하지는 않았다. 대신 캐나다 사우던 철도에서 임대한 윈저 미시간 센트럴 철도 차량기지를 1979년에 디트로이트행 열차의 운행이 중단될 때까지 역으로 대신 사용하였다. 1911년에 지어진 이 역은 1996년에 화재로 전소하였다.
2010년, VIA 철도는 1960년대에 지어진 기존 역을 교체하기 위한 신역사의 디자인을 발표하였다. 신역사는 2012년 9월에 완공되었고 530만 달러 (2024년 기준 7034783달러)가 들어갔다. 개통식에는 스티븐 플레처 캐나다 교통부 장관과 이브 데자르댕시실리아노 VIA 철도 CEO가 참석하였다.
2021년 4월, 암트랙은 1971년에 운행을 중단한 디트로이트-토론토간 여객열차의 운행을 다시 재개하는 방안을 제시하였다. 이 계획대로라면 이 열차는 110년 된 디트로이트강 하저 터널을 지나가게 된다. 하지만 터널 소유주인 캐나다 태평양 철도, 캐나다 철도 운행 기관인 VIA 철도, 이외에도 온타리오주 교통부, 미시간주 교통부는 물론 디트로이트의 미시간 센트럴역을 구매한 포드 모터 컴퍼니와의 협상이 필요하여 개통 시기는 불분명하다.

## 인접한 역
| VIA 철도 채텀선 | VIA 철도 채텀선               | VIA 철도 채텀선  |
| --------------- | ----------------------------- | ---------------- |
| 시·종착역       | VIA 철도 코리더 윈저 - 토론토 | 채텀 토론토 방면 |